# Jennette
Jennette è un comune degli Stati Uniti d'America, situato in Arkansas, diviso tra la contea di Crittenden e la contea di St. Francis.